# 蓮如
蓮如（れんにょ）は、室町時代の浄土真宗の僧。浄土真宗本願寺派第8世宗主・真宗大谷派第8代門首。大谷本願寺住職。諱は兼壽。院号は信證院。法印権大僧都。本願寺中興の祖。同宗旨では、蓮如上人と尊称される。1882年（明治15年）に、明治天皇より慧燈大師の諡号を追贈されている。しばしば本願寺蓮如と呼ばれる。文献によっては「蓮如」と「辶 」（二点之繞）で表記される場合がある。真宗大谷派では「蓮如」と表記するのが正式である 。父は第7世存如。公家の広橋兼郷の猶子。第9世実如は5男。子に順如、蓮淳など。
親鸞の嫡流とはいえ蓮如が生まれた時の本願寺は、青蓮院の末寺に過ぎなかった。他宗や浄土真宗他派、特に佛光寺教団の興隆に対し、衰退の極みにあった。その本願寺を再興し、現在の本願寺教団（本願寺派・大谷派）の礎を築いたことから、「本願寺中興の祖」と呼ばれる。

## 生涯

### 誕生から得度まで
年齢は、数え年。日付は、『御文』（『御文章』）などの文献との整合を保つため、いずれも旧暦（宣明暦）表示とする（生歿年月日を除く）。

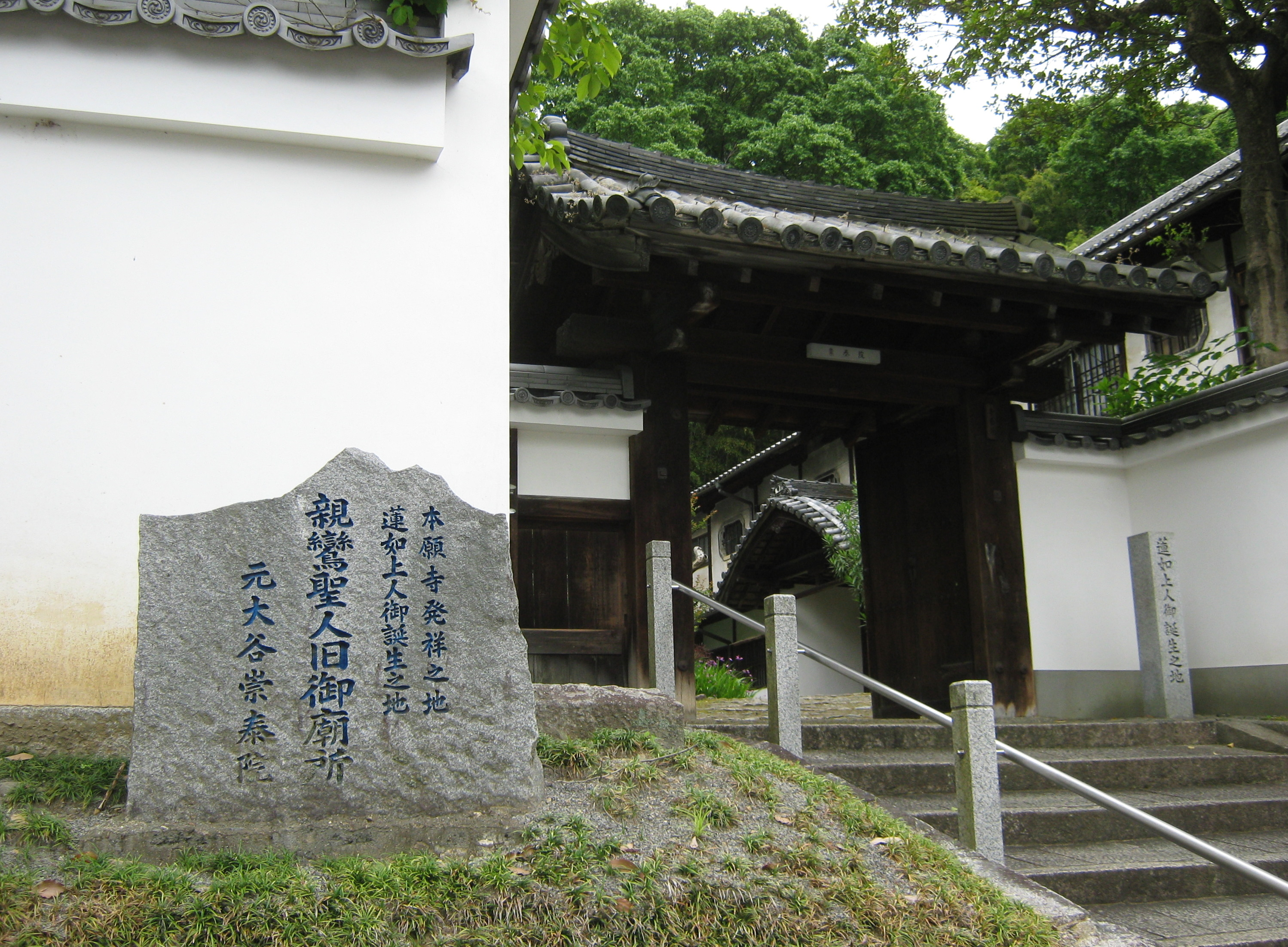
蓮如上人御誕生之地
崇泰院

応永22年2月25日（1415年4月13日）、京都東山の生誕当時に天台宗青蓮院の末寺であった大谷本願寺（現在の知恩院塔頭崇泰院〈そうたいいん〉付近）で、本願寺第7世存如の長子として生まれる。母は存如の母に給仕した女性と伝えられているが、詳細は不明。一説には、信太（現在の大阪府和泉市）の被差別部落出身だったともいう。童名を幸亭、あるいは布袋と称した。
応永27年（1420年）、蓮如6歳の時、生母は本願寺を退去し、存如が海老名氏の娘・如円尼を正室として迎える。生母のその後の行方は分かっていない。蓮如幼年期の本願寺は、佛光寺の隆盛に比し衰退の極にあり、参拝者（後に蓮如の支援者となった堅田・本福寺の法住ら）が余りにも寂れた本願寺の有様を見て呆れ、佛光寺へ参拝したほどであった。
永享3年（1431年）17歳の時中納言広橋兼郷の猶子となって青蓮院で得度し、実名を兼郷の一字を受け兼壽、仮名を兼郷の官途名である中納言と称し、法名は蓮如と名乗った。その後、本願寺と姻戚関係にあった大和・興福寺大乗院の門跡経覚について修学。父を補佐し門末へ下付するため、多くの聖教を書写した。永享6年（1434年）5月12日の識語をもつ『浄土文類聚鈔』が、蓮如により書写された現存する最古のものである。永享8年（1436年）、祖父の第6世巧如が住持職を父に譲り、4年後の永享12年10月14日（1440年11月17日）に死去した。

### 本願寺継承
嘉吉2年（1442年）に第1子（長男）順如が誕生する。文安4年（1447年）父と共に関東を訪ね、また宝徳元年（1449年）父と北国で布教する。康正元年（1455年）11月23日、最初の夫人、如了尼が死去する。長禄元年（1457年）6月17日、父の死去に伴い本願寺第8代を継ぐ。留主職（本願寺派における法主）継承にあたり、異母弟蓮照（応玄）を擁立する動きもあったが、叔父で越中国瑞泉寺住持如乗（宣祐）の主張により蓮如の就任裁定となった。なお、歴代住職が後継者にあてる譲状の存如筆が現存しないことから、この裁定は如乗によるクーデターともされる。この裁定に対して、蓮照と継母如円尼は怒りの余り本願寺財物を持ち出したと伝えられる。
この頃の本願寺は多難で、宗派の中心寺院としての格を失い、青蓮院の一末寺に転落しており、青蓮院の本寺であった比叡山延暦寺からは、宗旨についても弾圧が加えられた。これに対して蓮如は延暦寺への上納金支払いを拒絶するなどした。

### 大谷本願寺破却
長禄2年（1458年）8月10日、第8子（5男）実如誕生（寛正5年（1464年）とも）。寛正6年（1465年）1月8日、 延暦寺は本願寺と蓮如を「仏敵」と認定、1月10日、同寺西塔の衆徒は大谷本願寺を破却する。3月21日、再度これを破却。蓮如は祖像の親鸞御影を奉じて近江の金森、堅田、大津を転々とする。さらに蓮如と親友の間柄であった専修寺（真宗高田派）の真慧が、自己の末寺を本願寺に引き抜かれたことに抗議して絶縁した（寛正の法難）。文正2年（1467年）3月、延暦寺と和議。条件として、蓮如の隠居と順如の廃嫡が盛り込まれた。廃嫡後も敏腕な順如は蓮如を助けて行動する。
応仁2年（1468年）、北国、東国の親鸞遺跡を訪ね、三河に本宗寺を建立する。応仁3年（1469年）、延暦寺と敵対している園城寺の庇護を受け、園城寺子院の万徳院住持で叔父の長命阿闍梨の斡旋もあり、別所近松寺の敷地の一部を譲り受けて大津南別所に顕証寺（後の本願寺近松別院）となる堂を建立、順如を住持として祖像を同寺に置く。文明2年（1470年）12月5日、第二夫人蓮祐尼が死去する。

### 吉崎時代
文明3年（1471年）4月上旬、越前吉崎に赴く。付近の河口荘は経覚の領地で、朝倉孝景の横領に対抗するため蓮如を下向させたとされる。7月27日、同所に吉崎御坊を建立し、荒地であった吉崎は急速に発展した。一帯には坊舎や多屋（門徒が参詣するための宿泊所）が立ち並び、寺内町が形成されていった。信者は奥羽からも集まった。
文明6年（1474年）、加賀守護富樫氏の内紛で富樫政親から支援の依頼を受ける。蓮如は対立する富樫幸千代が真宗高田派と組んだことを知ると、同派の圧迫から教団を維持するために政親と協力して幸千代らを滅ぼした。この文明6年一揆は、本願寺系の門末を主力とし、攻戦的な面を帯びる初めての一向一揆であった。加賀国額田荘（石川県加賀市・小松市）の人びとは、世俗の戦いでなくあくまで「仏法ノ当敵」に対する「聖戦」と認識して一揆に加わっている。だが、加賀の民衆が次第に蓮如の下に集まることを政親が危惧して軋轢を生じた。さらに蓮如の配下だった下間蓮崇が蓮如の命令と偽って一揆の扇動を行った（ただし、蓮如ら本願寺関係者が蓮崇の行動に対して全く関知していなかったのかどうかについては意見が分かれている）。

### 本願寺再興

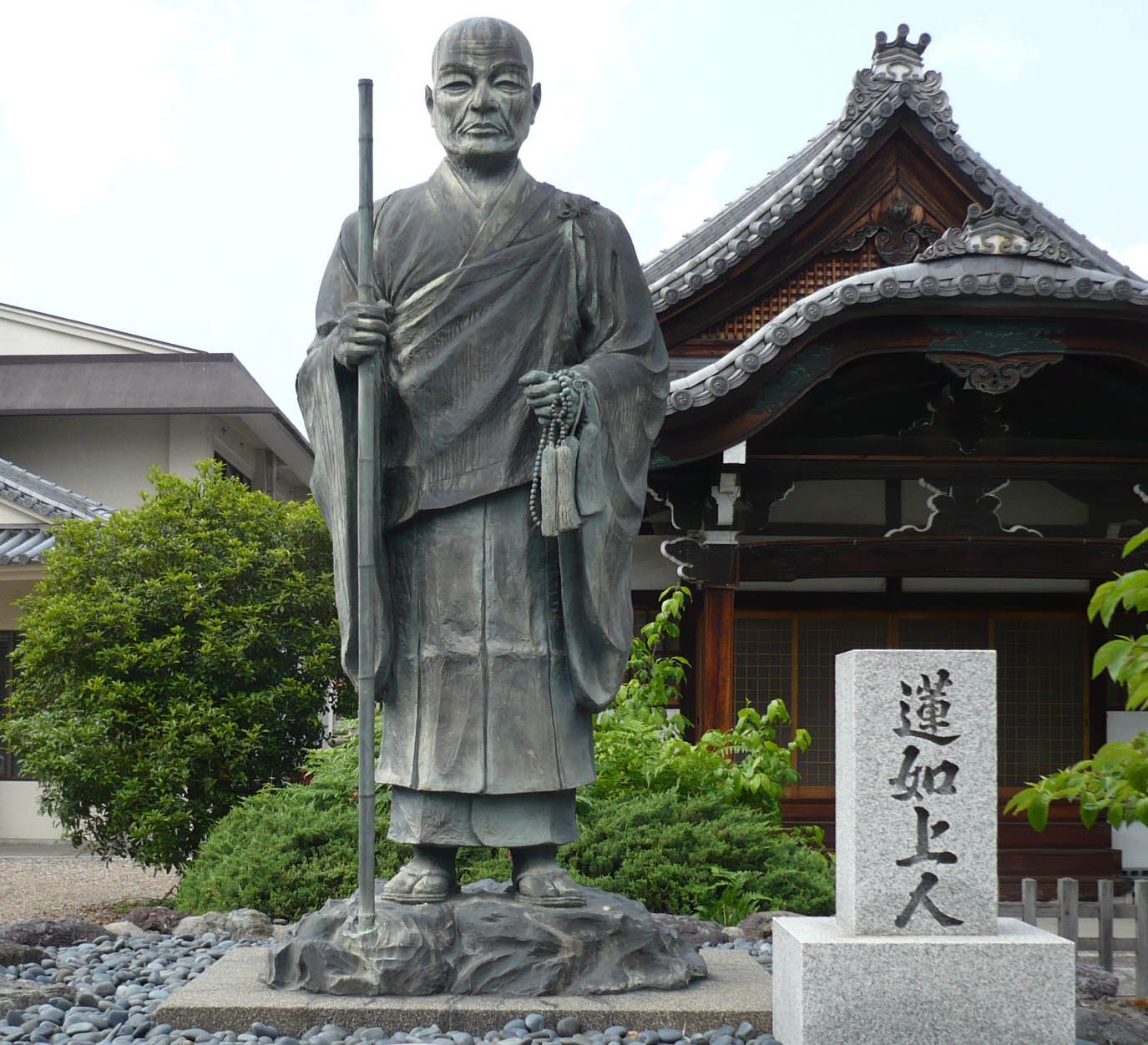
蓮如上人（銅像）
真宗大谷派山科別院長福寺境内

文明7年（1475年）8月21日、吉崎を退去。一揆を扇動した下間蓮崇を破門。小浜、丹波、摂津を経て河内出口（後の光善寺）に居を定めた。文明10年（1478年）1月29日、山科に坊舎の造営を開始。8月17日、第三夫人如勝尼が死去。文明13年（1481年）、真宗佛光寺派佛光寺の法主であった経豪が佛光寺派の48坊のうちの42坊を引き連れて蓮如に合流。蓮如から蓮教という名を与えられて改名し、興正寺（真宗興正派）を建立する。これによって佛光寺派は大打撃を受けた。
文明14年（1482年）には真宗出雲路派毫摂寺第8世で真宗山元派證誠寺の住持でもあった善鎮が門徒を引き連れて合流してきた。
文明15年（1483年）8月22日、山科本願寺が落成する。同年、長男順如が死去。

### 本願寺の発展
文明18年（1486年）、紀伊に下向。後の鷺森別院の基礎（了賢寺）ができる。同年、第四夫人宗如尼が死去。
長享2年（1488年）5月、加賀一向一揆が国人層と結びついて決起。同年6月9日、加賀の宗徒は守護富樫政親を高尾城において包囲し、自刃に追い込む。7月、蓮如は消息を送って一揆を諌めた。延徳元年（1489年）、75歳。寺務を5男の実如に譲り、実如が本願寺第9世となる。
明応2年（1493年）、真宗木辺派錦織寺の第7代慈賢の孫勝恵が伊勢国・伊賀国・大和国の40か所の門徒を引き連れて本願寺に合流した。
蓮如は山科南殿に隠居して「信證院」と号する。明応5年（1496年）9月、大坂石山の地に大坂御坊を建立し、居所とした（後の大坂本願寺（石山本願寺））。

### 示寂

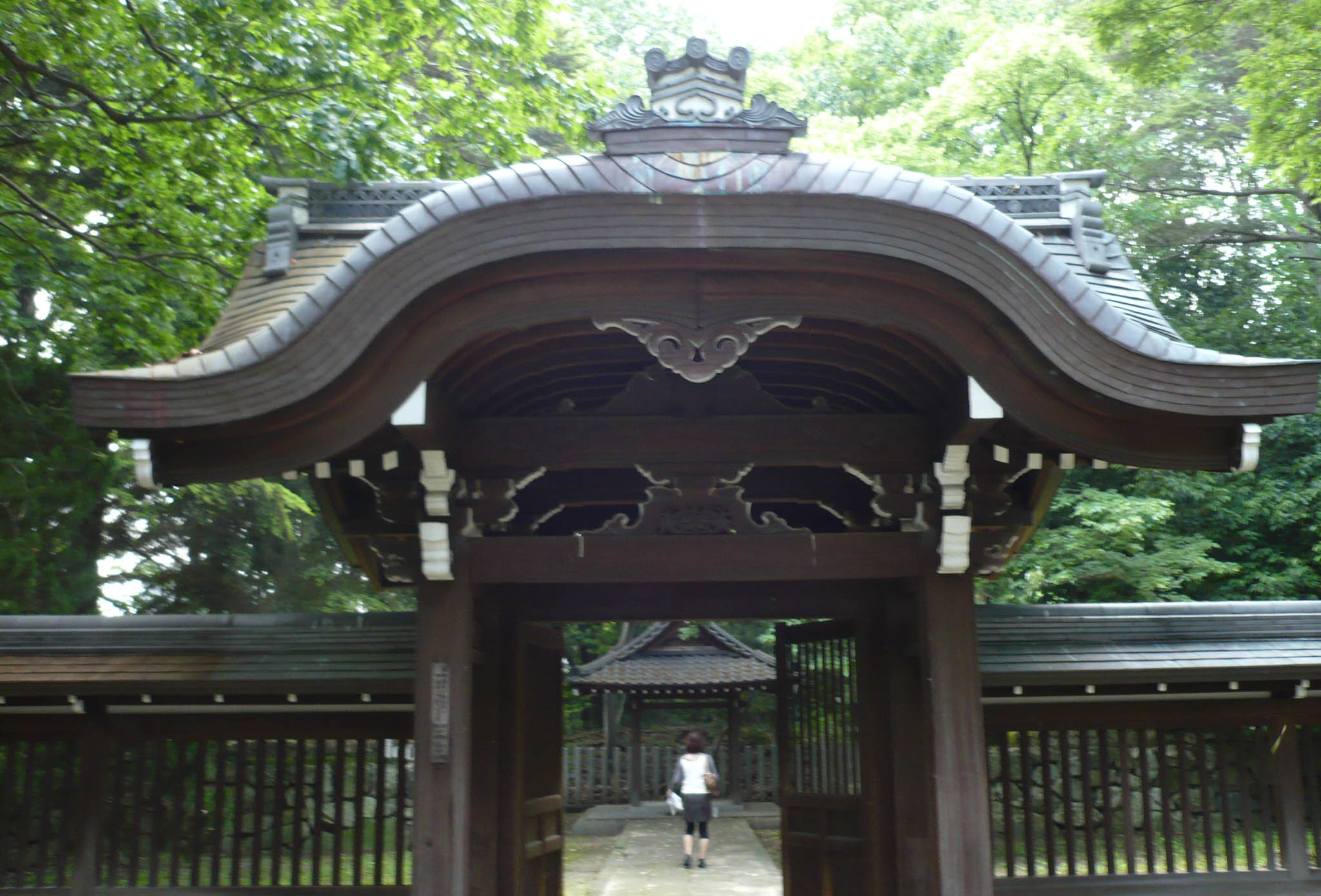
蓮如上人御廟所

明応8年（1499年）2月20日、死に際し石山御坊より山科本願寺に帰参。3月20日、下間蓮崇を許す。3月25日（1499年5月14日）、山科本願寺において85歳で没した。
妻の死別を4回に渡り経験し、生涯に5度の婚姻をする。子は男子13人・女子14人の計27子を儲ける。死の直前まで公私共に多忙を極めた。

## 布教
蓮如の布教は、教義を消息（手紙）の形で分かりやすく説いた『御文』（『御文章』）を中心に行われた。後に蓮如の孫、円如がこれを収集して五帖80通（『五帖御文』）にまとめた。これに含まれない消息は『帖外御文』と言われ、倍くらいの数の消息が数えられている。
また、これまで本願寺は毎日の勤行に善導著作の『往生礼讃』を用い、1日を6つに分けてそれぞれの時間帯に読経を行う六時礼讃を行っていた。しかし、蓮如は吉崎滞在中に越前で三門徒が親鸞著作の『三帖和讃』を頻繁に唱えていた事からこれを取り入れると同時に、勤行のやり方を全面的に改正し、朝・夕に親鸞著作の『正信念仏偈』（『正信偈』）と『三帖和讃』を唱える方式に制定、一般の門徒に広く受け入れられるようにした。こうして文明5年（1473年）3月、吉崎にて『正信念仏偈』・『三帖和讃』の開版、印刷が行われ、さらなる布教に邁進していった。
また、門徒個人が所有する「道場」、村落ごとに形成された「惣道場」の本尊に「十字名号」（文明期以降は、「六字名号」や「阿弥陀如来絵像」）を与えた。
その他の著作に『正信偈大意』『正信偈証註釈』、信仰生活の規範を示した「改悔文」（「領解文」）などがある。
また蓮如の死後、弟子達が蓮如の言行録を写し継いだ書物として『蓮如上人御一代記聞書』（『蓮如上人御一代聞書』）全316箇条が残されている。

## 妻子
5人の妻との間に27子をもうけた。末子の3子は80代になってからの子。
- 第1夫人：如了（1424年 - 1455年） - 伊勢貞房の娘
  - 1男：順如（1442年 - 1483年） - 河内出口光善寺開基
  - 1女：如慶（1446年 - 1471年） - 京都常楽寺蓮覚光信[17]室
  - 2男：蓮乗（1446年 - 1504年） - 兼鎮、越中井波瑞泉寺・加賀若松本泉寺
  - 2女：見玉（1448年 - 1472年） - 出家・京都摂受庵見秀尼弟子
  - 3男：蓮綱（1450年 - 1531年） - 兼祐、加賀波佐谷松岡寺開基、鮎蔵坊開基
  - 3女：寿尊（1453年 - 1516年） - 出家・京都摂受庵見秀尼弟子、後に摂津富田教行寺
  - 4男：蓮誓（1455年 - 1521年） - 加賀滝野坊、九谷坊、山田光教寺、越中中田坊開基
- 第2夫人：蓮祐（1438年 - 1470年） - 伊勢貞房の娘・如了（第1夫人）妹
  - 5男：実如（1458年 - 1525年） - 本願寺第9世
  - 4女：妙宗（1459年 - 1537年） - 出家・知恩院椿性禅尼弟子、左京義政妾
  - 5女：妙意（1460年 - 1471年） - 早逝
  - 6女：如空（1462年 - 1492年） - 越前大谷興行寺蓮助兼孝[18]室
  - 7女：祐心（1463年 - 1490年） - 白川資氏王室
  - 6男：蓮淳（1464年 - 1550年） - 近江大津顕証寺、河内久宝寺顕証寺・伊勢長島願証寺開基
  - 8女：了忍（1466年 - 1472年） - 早逝
  - 9女：了如（1467年 - 1541年） - 越中井波瑞泉寺蓮欽[19]妾
  - 7男：蓮悟（1468年 - 1543年） - 加賀崎田坊、中頭坊、清沢坊、若松本泉寺創建
  - 10女：祐心（1469年 - 1540年） - 中山宣親室、第11世顕如の曽祖母[20]
- 第3夫人：如勝（1448年 - 1478年）
  - 11女：妙勝（1477年 - 1500年） - 山城勝林坊勝林坊勝恵妾
- 第4夫人：宗如（? - 1484年） - 姉小路昌家の娘、姉小路基綱の妹
  - 12女：蓮周（1482年 - 1503年） - 越前超勝寺蓮超[21]室
  - 8男：蓮芸（1484年 - 1523年） - 摂津富田教行寺・摂津名塩教行寺
- 第5夫人：蓮能（1465年 - 1518年） - 畠山政栄の娘、畠山家俊の姉
  - 13女：妙祐（1487年 - 1512年） - 山城勝林坊勝恵室
  - 9男：実賢（1490年 - 1523年） - 近江堅田称徳寺
  - 10男：実悟（1492年 - 1583年） - 河内古橋願得寺
  - 11男：実順（1494年 - 1518年） - 河内久宝寺西証寺
  - 12男：実孝（1495年 - 1553年） - 大和飯貝本善寺
  - 14女：妙宗（1497年 - 1518年） - 京都常楽寺実乗光恵[22]室
  - 13男：実従（1498年 - 1564年） - 河内枚方順興寺

## 成仏させた大蛇の骨
大阪府八尾市の顕証寺に「蓮如上人ご救済の大蛇骨」と呼ばれる頭骨が伝わっている。伝承では蓮如の夢に女性が現れ「龍女に変えられて苦しんでいる」と訴えた。蓮如はこれを供養したところ、海にその死体が上がったとされ、その龍（大蛇）の骨を大切に祀った。
2018年（平成30年）、大阪大学総合学術博物館の伊藤謙特任講師らがこの顕証寺に伝わる骨を調査したところ、完新世期（約1万年前から現在）シャチの頭骨で、頭骨の全長は1.6メートル、推定される全長は7メートルである。しかも普通のシャチの頭骨ではなく、化石化した可能性が高いものであることが判明した。この骨は石山本願寺創設後の（1496年）頃、真宗大谷派難波別院（現・大阪府大阪市中央区久太郎町）付近で発掘されたものとも伝わり、同地では地下鉄工事の際にクジラ類の化石が大量に発見されている。

## 関連作品

### 歴史小説
蓮如を描いた歴史小説
- 五木寛之『蓮如 -われ深き淵より-』
- 五木寛之『蓮如物語』 - 松方弘樹プロデュース、主演、東映動画制作でアニメ映画化
- 丹羽文雄『蓮如』全8巻
- 岳宏一郎『蓮如 夏の嵐』上・下

### 映画
- 川本喜八郎監督『蓮如とその母』（「蓮如とその母」映画製作推進委員会、1981年） - 母が被差別部落民と伝えられる蓮如の生涯を部落問題を背景に描いた作品。
- アニメ『なぜ生きる -蓮如上人と吉崎炎上-』（2016年） - 明橋大二と伊藤健太郎の共著（監修：高森顕徹）が原作。蓮如の声は里見浩太朗が演じる。

## 関連書籍
- 大谷暢順 編『蓮如上人全集 言行篇』中央公論新社、1989年。
- 大谷暢順編『蓮如上人全集』 全5巻、河出書房新社、1998年 - 2001年。